# Sébastien Vigier
Sébastien Vigier (Palaiseau, 18 aprile 1997) è un pistard francese, vincitore del bronzo olimpico nella velocità a squadre ai Giochi di Tokyo 2020, di sei medaglie ai campionati del mondo e di quattro titoli europei Elite, due nel 2017 e due nel 2022.

## Carriera
La stagione 2018-2019 vede Vigier cogliere due argenti ai campionati europei di Glasgow, nel keirin e, in terzetto con François Pervis e Quentin Lafargue, nella velocità a squadre; è poi campione nazionale di keirin e velocità, e infine argento nella velocità a squadre (con Grégory Baugé, Michaël D'Almeida e Quentin Lafargue) ai campionati del mondo di Pruszków.
Nella stagione 2019-2020 Vigier è campione europeo Under-23 nel keirin, e argento di categoria nella velocità e nella velocità a squadre: In stagione è anche per la terza volta campione nazionale di keirin, e bronzo nella velocità a squadre ai campionati europei 2019 di Apeldoorn, aggiudicandosi anche la prova di keirin nella tappa di Coppa del mondo a Glasgow; ai campionati del mondo a Berlino non va invece oltre il quarto posto sempre nella velocità a squadre.
Nel 2021 vince la medaglia di bronzo nella velocità a squadre ai Giochi olimpici di Tokyo 2020 in terzetto con Florian Grengbo e Rayan Helal; ai successivi campionati europei a Grenchen è argento di specialità, con Timmy Gillion e Rayan Helal, così come ai campionati del mondo di fine stagione a Roubaix, ancora in terzetto con Grengbo e Helal, sempre alle spalle dei Paesi Bassi.

## Palmarès

### Pista
- 2014 (Juniores)

Campionati francesi, Velocità a squadre Junior (con Melvin Landerneau, Christophe Lamaille e Maxime Vienne)
Campionati francesi, Velocità Junior
Campionati francesi, Keirin Junior
- 2015 (Juniores)

Campionati francesi, Velocità a squadre Junior (con Melvin Landerneau e Christophe Lamaille)
Campionati francesi, Chilometro a cronometro Junior
- 2016

Troféu Internacional de Anadia, Keirin (Anadia)
Troféu Internacional de Anadia, Velocità (Anadia)
- 2017

Campionati europei, Velocità Under-23
Campionati francesi, Velocità
Campionati francesi, Keirin
Campionati europei, Velocità a squadre (con Benjamin Édelin e Quentin Lafargue)
Campionati europei, Velocità
- 2018

Campionati francesi, Velocità
Campionati francesi, Keirin
- 2019

Campionati europei, Keirin Under-23
Campionati francesi, Keirin
2ª prova Coppa del mondo 2019-2020, Keirin (Glasgow)
Track Cycling Challenge, Velocità (Grenchen)
- 2021

Track Cycling Challenge, Keirin (Grenchen)
- 2022

Belgian Track Meeting, Keirin (Gand)
Campionati europei, Keirin
Campionati europei, Velocità
Campionati francesi, Keirin
2025
Campionati europei, Velocità a squadre

## Piazzamenti

### Competizioni mondiali
- Campionati del mondo su pista

Seul 2014 - Velocità a squadre Junior: 4º
Seul 2014 - Keirin Junior: 8º
Seul 2014 - Chilometro a cronometro Junior: 6º
Seul 2014 - Velocità Junior: 2º
Astana 2015 - Keirin Junior: 4º
Astana 2015 - Velocità Junior: 6º
Hong Kong 2017 - Velocità a squadre: 3º
Hong Kong 2017 - Velocità: 9º
Apeldoorn 2018 - Velocità a squadre: 3º
Apeldoorn 2018 - Velocità: 3º
Pruszków 2019 - Velocità a squadre: 2º
Pruszków 2019 - Keirin: 6º
Pruszków 2019 - Velocità: 9º
Berlino 2020 - Velocità a squadre: 4º
Berlino 2020 - Keirin: 10º
Berlino 2020 - Velocità: 17º
Roubaix 2021 - Velocità a squadre: 2º
Roubaix 2021 - Keirin: 10º
Roubaix 2021 - Velocità: 3º
St. Quentin-en-Yv. 2022 - Velocità a squadre: 6º
St. Quentin-en-Yv. 2022 - Keirin: 4º
St. Quentin-en-Yv. 2022 - Velocità: 11º
Glasgow 2023 - Velocità a squadre: 3º
- Giochi olimpici

Tokyo 2020 - Velocità a squadre: 3º
Tokyo 2020 - Velocità: 7º
Tokyo 2020 - Keirin: 19º

### Competizioni europee
- Campionati europei su pista

Anadia 2014 - Velocità a squadre Junior: 3º
Anadia 2014 - Chilometro a cronometro Junior: 4º
Anadia 2014 - Velocità Junior: 13º
Anadia 2014 - Keirin Junior: 9º
Atene 2015 - Velocità a squadre Junior: 4º
Atene 2015 - Velocità Junior: 2º
Atene 2015 - Keirin Junior: 3º
Montichiari 2016 - Velocità a squadre Under-23: 4º
Montichiari 2016 - Velocità Under-23: 2º
Montichiari 2016 - Keirin Under-23: 6º
Saint-Quentin-en-Yvelines 2016 - Velocità a squadre: 4º
Saint-Quentin-en-Yvelines 2016 - Velocità: 5º
Anadia 2017 - Velocità Under-23: vincitore
Anadia 2017 - Keirin Under-23: 5º
Berlino 2017 - Velocità a squadre: vincitore
Berlino 2017 - Velocità: vincitore
Berlino 2017 - Keirin: 6º
Glasgow 2018 - Velocità a squadre: 2º
Glasgow 2018 - Velocità: 5º
Glasgow 2018 - Keirin: 2º
Gand 2019 - Velocità a squadre Under-23: 2º
Gand 2019 - Velocità Under-23: 2º
Gand 2019 - Keirin Under-23: vincitore
Apeldoorn 2019 - Velocità a squadre: 3º
Apeldoorn 2019 - Velocità: 9º
Apeldoorn 2019 - Keirin: 5º
Grenchen 2021 - Velocità a squadre: 2º
Grenchen 2021 - Velocità: 4º
Monaco di Baviera 2022 - Velocità a squadre: 2º
Monaco di Baviera 2022 - Keirin: vincitore
Monaco di Baviera 2022 - Velocità: vincitore
Grenchen 2023 - Velocità a squadre: 3º
Apeldoorn 2024 - Velocità a squadre: 2º
Heusden-Zolder 2025 - Velocità a squadre: vincitore